# Белмонт (Нью-Гемпшир)
Белмонт (англ. Belmont) — місто (англ. town) в США, в окрузі Белкнеп штату Нью-Гемпшир. Населення — 7314 особи (2020).

## Демографія
Згідно з переписом 2010 року, у місті мешкало 7356 осіб у 2941 домогосподарстві у складі 2069 родин. Було 3615 помешкань
Расовий склад населення:
| - 97,0 % — білих - 0,7 % — азіатів - 0,4 % — чорних або афроамериканців - 0,1 % — корінних американців |

До двох чи більше рас належало 1,4 %. Частка іспаномовних становила 1,3 % від усіх жителів.
За віковим діапазоном населення розподілялося таким чином: 21,8 % — особи молодші 18 років, 64,7 % — особи у віці 18—64 років, 13,5 % — особи у віці 65 років та старші. Медіана віку мешканця становила 42,1 року. На 100 осіб жіночої статі у місті припадало 97,8 чоловіків;  на 100 жінок у віці від 18 років та старших — 94,8 чоловіків також старших 18 років.
Середній дохід на одне домашнє господарство  становив 70 922 долари США (медіана — 63 309), а середній дохід на одну сім'ю — 76 334 долари (медіана — 65 946). Медіана доходів становила 42 225 доларів для чоловіків та 36 890 доларів для жінок. За межею бідності перебувало 7,5 % осіб, у тому числі 6,9 % дітей у віці до 18 років та 6,0 % осіб у віці 65 років та старших.
Цивільне працевлаштоване населення становило 3771 особа. Основні галузі зайнятості: освіта, охорона здоров'я та соціальна допомога — 23,4 %, роздрібна торгівля — 17,1 %, будівництво — 11,9 %, виробництво — 10,6 %.